# Ховрах крапчастий
Ховрах крапчастий (Spermophilus suslicus) — гризун з родини Вивіркові (Sciuridae), один з дрібних представників роду Spermophilus, та один з чотирьох видів роду, що зустрічаються на територіях України. Розповсюджений у кількох країнах Східної Європи, в Україні лежить південна частина ареалу. Основною загрозою для виду на всій території розповсюдження вважають втрату звичних природних біотопів; втім, за іншими даними, крапчастий ховрах досить успішно пристосовується до життя на сільськогосподарських угіддях.

## Зовнішній вигляд

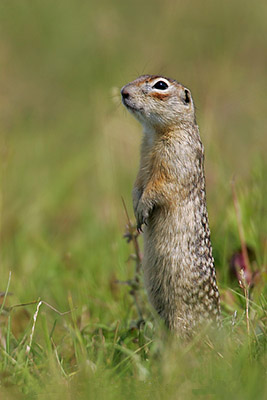
ховрах у східній Польщі

Крапчастий ховрах — один з дрібних видів ховрахів. Довжина тіла — 190—220 мм, хвоста  — 34—44 мм. Вони важать від 180 до 220 г, самці дещо більші за самиць. Забарвлення хутра спинної частини тулуба, хвоста та зовнішньої поверхні лап каштаново-бурі з виразними нерівномірно розташованими світлими плямками діаметром 2—5 мм, що переходять в світлу строкатість на верхній поверхні шиї та потилиці. Черевна сторона тіла однотонна, світла, різних відтінків від світло-сірого до вохристо-жовтого. Горло та голова знизу білі. Верхня частина голови звичайно одного забарвлення із спиною, але, як правило, без світлих відмітин. Вібріси чорні, довжиною до 30 мм. Очі облямовані світлою смужкою хутра майже білого кольору. Під очима на щоках — різного ступеню вираженості коричневі плями. На бровах невеликі смужки такого ж кольору. Навесні, після линяння, котра починається в період вагітності самиць, та у двомісячного молодняка, забарвлення хутра темніше, а крапчастість яскравіша, ніж наприкінці літа та взимку .
Голос крапчастого ховраха, який можна звичайно почути в природі — протяжний тонкий свист, що його тварина видає при небезпеці для сповіщення інших ховрахів. Але на основі дослідження відловлених тварин були визначені щонайменше сім типів звуків, що вони можуть видавати: свист, стрекотіння, бурчання, коротке ритмічне бурчання, стрекіт, ричання, сопіння .

## Розповсюдження
Крапчастий ховрах до другої половини XX ст. був розповсюджений від східних районів Польщі на заході до середньої течії Волги на сході. На південному заході його ареал досягав румунської та молдовської частин долини Прута та пониззя Дунаю, на півдні обмежений узбережжям Чорного моря, вздовж якого ховрах зустрічається до гирла Дніпра. Ареал перетинав Дніпро біля впадіння Ворскли, і звідти його південна межа йшла по північному берегу Сіверського Дінця до Луганську; після чого повертала на північний схід, і через середню течію річок Хопер та Медведиця виходила до Волги в районі Камишина. Східна межа ареалу іде через гирло річки Мокша, потім повертає вздовж правого берега Оки до Брянська, іде по лівому берегу Десни, через верхів'я Південного Бугу та Дністра. Ізольовані від основного ареалу популяції наявні в південно-східній Польщі, в Білорусі (Новогрудська височина та Копильська гряда) та на Волинській височині в межах України. Вважають, що ці ареали виникли в результаті штучної акліматизації на початку XIX століття .
Упродовж кількох останніх десятиліть ареал різко скоротився у східному напрямку. В Україні в останні десятиліття встановлені лише окремі колонії в Харківській і Луганській областях.
У межах ареалу ховрахи трапляються на степових та лісостепових ділянках. Як основному ландшафту для життя вони віддають перевагу відкритим місцевостям, порослим невисокою трав'янистою рослинністю, що дозволяє їм оглядати околиці нори та підтримувати аудіовізуальний контакт із сусідніми тваринами. Для огляду місцевості ховрахи піднімаються на задніх лапах та приймають характерну вертикальну стійку, здалека нагадуючи стовпчик, висотою приблизно 20 см.

## Еволюція та систематика

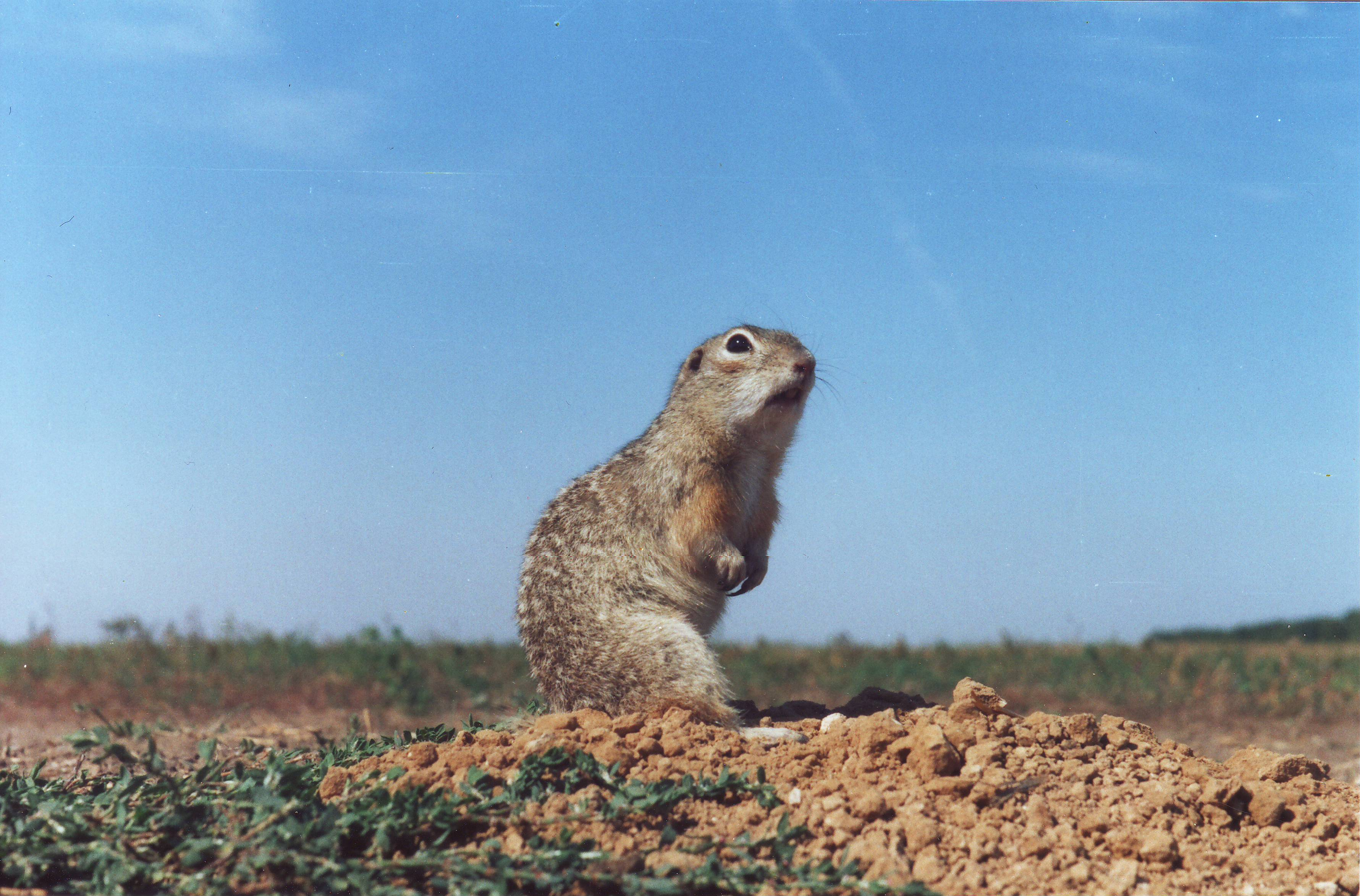
Крапчастий ховрах біля нори. Одеська область.

Крапчастий ховрах (Spermophilus suslicus) — гризун з родини вивіркових, роду Spermophilus. Рід розповсюджений в степах, напівпустелях та тундрах Євразії та Північної Америки. Деякі дослідники, натомість, відносять крапчастого ховраха до роду Citellus.
Палеонтологічні рештки крапчастого ховраха, що відносяться до часів Середнього Плейстоцену, відомі, зокрема, з розкопок, здійснених поблизу смт Меджибіж (Україна). Як показав аналіз матеріалів розкопок (викопного пилку рослин, та ін.), в ті часи крапчастий ховрах жив в тих же ландшафтах і займав приблизно таку саму екологічну нішу, що і зараз . Попередниками цього виду вважають дрібних ховрахів з групи cilelloides-severkensis, що також відомі з Плейстоцену .
Кількість хромосом у крапчастих ховрахів з різних популяцій неоднакова. Ховрахи з Волгоградської, Тамбовської, Саратовської, Пензенської, Воронезької областей Росії та Луганської області України мають диплоїдну кількість хромосом 2n=34. В південно-західній частині ареалу (в Миколаївській, Одеській областях України та в Молдові) вона становить 2n=36 . Деякі автори вважають, що крапчастих ховрахів різнохромосомних форм треба вважати двома самостійними видами-двійниками.
Як було показано, в межах ареалу крапчастого ховраха розрізняються дві близькі форми забарвлення: світлозабарвлена та темнозабарвлена; світлозабарвлена зустрічається в південній частині ареалу, темнозабарвлена — в північній. Географічне розповсюдження цих форм загалом збігається з розповсюдженням генотипічно різних популяцій крапчастого ховраха, то ж можливо, що кожному з двох генотипів відповідає і особливе забарвлення хутра.
Крапчастий ховрах в природних умовах утворює гібриди з великим (Spermophilus major) , малим (Spermophilus pygmaeus) (зареєстровані в середньому Поволжі), та європейським, або звичайним ховрахом (Spermophilus citellus) (зареєстровані у верхній та середній течії Дністра).

## Розмноження

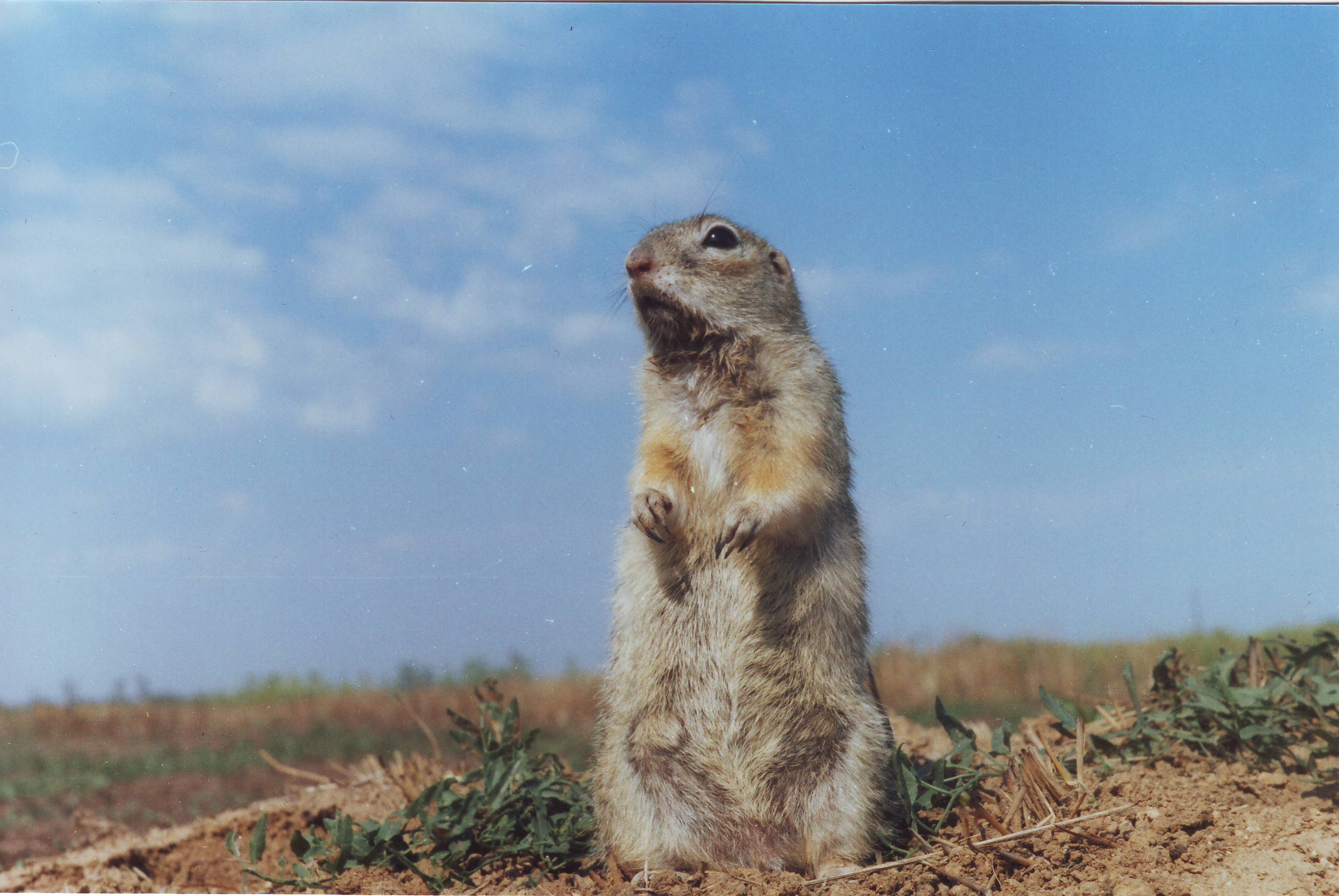
Крапчастий ховрах, що виглядає можливу небезпеку

Крапчасті ховрахи розмножуються один раз на рік, навесні.
З виходом з нір самок починається гон, який триває близько місяця. Шлюбна поведінка виявляється в гонитвах самців один за одним, грою між партнерами, та бійками між самцями.
Вагітність у крапчастого ховраха триває 24 доби. Молоді ховрахи народжуються в гніздовій камері під землею. Маса новонароджених — 30-40 грамів. Вони народжуються голими та сліпими, вкриваючись темним пухом приблизно на десятий день. На п'ятнадцятий день ховрашата вкриваються коротким хутром з дрібним світлим крапом, що загалом відповідає забарвленню дорослих особин. В цьому віці у них також прорізаються перші зуби. На 22-23 день у них відкриваються очі, та з'являються верхні різці, а в місячному віці вже є передкорінні та корінні зуби. Також на четвертому тижні життя молоді тварини починають видавати характерний для даного виду свист. Приблизно в цьому ж віці молоді тварини починають виходити з гнізда, поїдати траву, але все ще паралельно харчуються материнським молоком.
Під час годування молодняка дорослі ховрахи інтенсивно харчуються, але на поверхні землі їх помітити нелегко — весняна рослинність починає приховувати їхні переміщення, і тварини живуть у візуальній ізоляції одна від одної.
Після остаточного виходу з нір, молоді ховрахи спочатку тримаються виводком, не відходячи далі ніж 1-2 метри від материнської нори. Ще 1-2 тижні вони живуть в материнській норі, а потім, досягнувши довжини 14-15 см, починають відвідувати розташовані поряд пустуючі нори та розчищати їхні обвалені та/або засмічені ходи.
Приблизно через місяць після виходу молодняка з материнських нір, в колонії починається масове риття нових нір молодими тваринами, котрі таким чином будують собі індивідуальні укриття. Також цей процес супроводжується обособленням індивідуальних територіальних ділянок, під час чого часто спостерігаються бійки молодих тварин, що супроводжуються характерним вереском та гонитвою один за одним.
Масове розселення молодняка триває близько місяця. Після зайняття індивідуальних нір та розподілу території агресивність поведінки знижується, і взаємодія переходить до мирного спілкування тварин-сусідів. Частину літа, що лишилась (липень-серпень) ховрахи проводять навколо своїх постійних нір, нагулюючи жирові запаси для сплячки.

## Спосіб життя

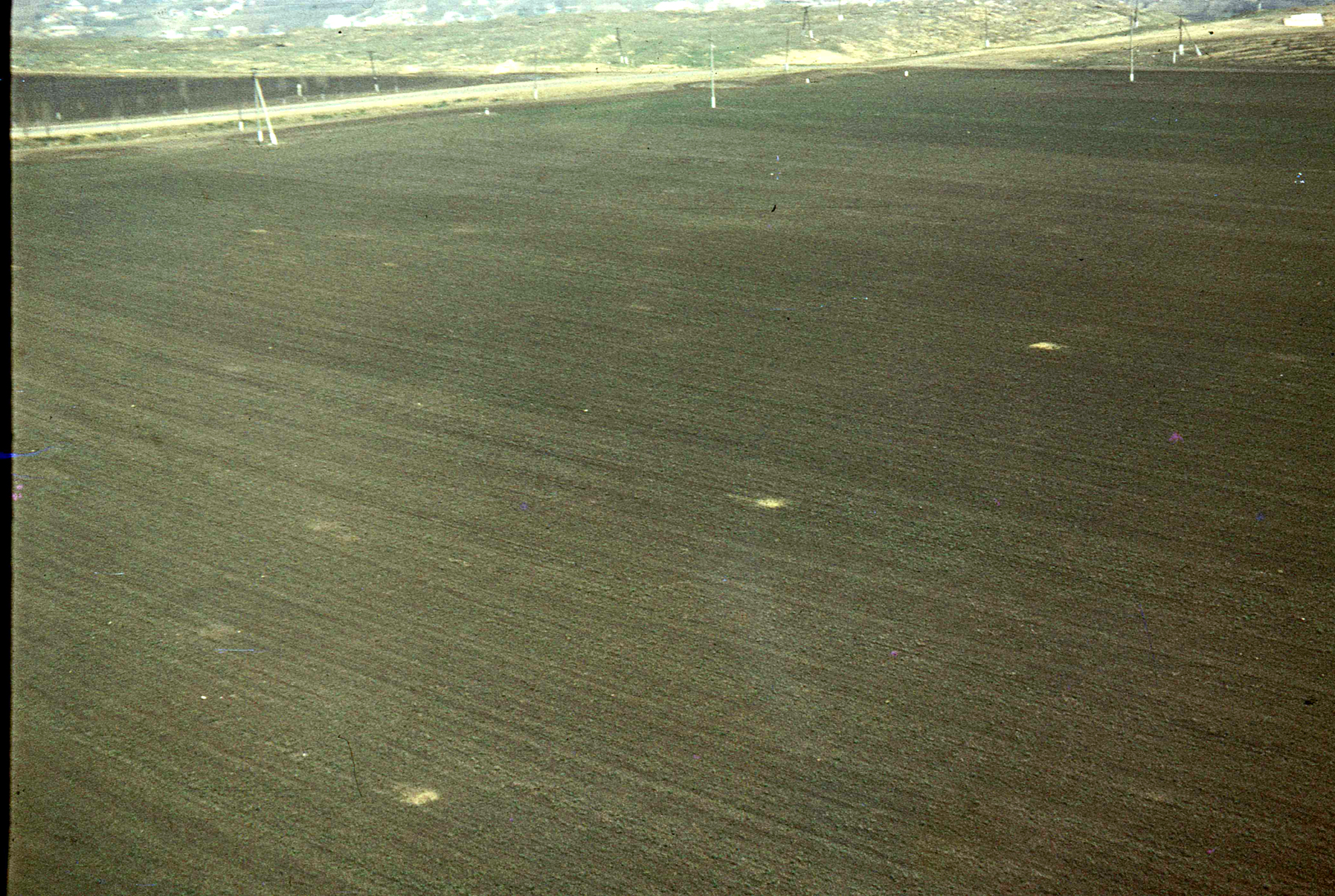
Аерофотознімка поля, заселеного колонією крапчастих ховрахів. Нори позначаються світлими плямами викидів глини.

Загалом, крапчасті ховрахи заселяють придатні для життя території досить нерівномірно. І в сільгоспугіддях, і на ділянках природної рослинності зустрічаються як тварини, що живуть одинаками, так і їхні угрупування різної чисельності. Але найбільш помітною та характерною формою освоєння території даним видом є саме групові поселення, що також називаються «колоніями». В колоніях щільність нор звичайно максимальна в центрі, і знижується на краях поселення.
В південній та південно-західній частинах ареалу крапчасті ховрахи живуть на існуючих ділянках степової рослинності, а також на полях злаків та багаторічних трав, в останньому випадку утворюючи особливо щільні поселення. При цьому ховрахи із старих колоній та колоній, що розташовані в природних біотопах, звичайно дрібніші за тварин з молодих колоній та таких, що живуть на посівах злаків і, особливо, багаторічних трав.
Для даного виду характерне життя групами від кількох до кількох сотень тварин, при цьому окремі колонії можуть займати площу в десятки гектарів.
Крапчасті ховрахи активні в денний час, але більшу частину доби проводять в підземних сховищах, від котрих відходять звичайно недалеко, на відстань не більше кількох десятків метрів. У випадку небезпеки тварини стрімголов біжать до нір, ховаються в них з наближенням ворога (або того, що вони сприйняли як ворога).

### Нори
Крапчасті ховрахи споруджують два типи нор: постійні та тимчасові. В норах першого типу вони зимують, виводять потомство, та проводять ніч. Нори другого типу використовуються як короткочасне укриття від ворогів в період годування, коли небезпека застає ховраха далеко від постійної нори, а також як місце, де тварини влітку рятуються від перегріву в спекотні часи.
Постійні нори закінчуються гніздовою камерою, заповненою підстилкою з подрібнених стебелець та корінців степової рослинності. Тимчасові та постійні нори поєднані між собою мережею протоптаних в траві стежок, які дозволяють ховрахам орієнтуватись на місцевості та швидко ховатись від небезпеки. За своєю будовою нори поділяються на вертикальна та ухильні, або косі. Перші закінчуються вертикальним ходом, котрий проривається зсередини нори до поверхні, тому виходи з нір не мають навколо себе викидів ґрунту. Ухильні нори відриваються ховрахами з поверхні землі, тому для них характерні викиди ґрунту 1-1.5 метра в діаметрі біля входу. Як постійні, як правило, використовуються вертикальні нори, а ухильні слугують тимчасовим притулком. Іноді ховрахи влаштовують гнізда і в ухильних норах, але тоді вони проривають новий хід, що веде з гнізда до поверхні, а утвореним при ритті надлишком ґрунту забивають первісний ухильний. В обох випадках, як правило, нори крапчастих ховрахів мають лише один вихід .

### Живлення

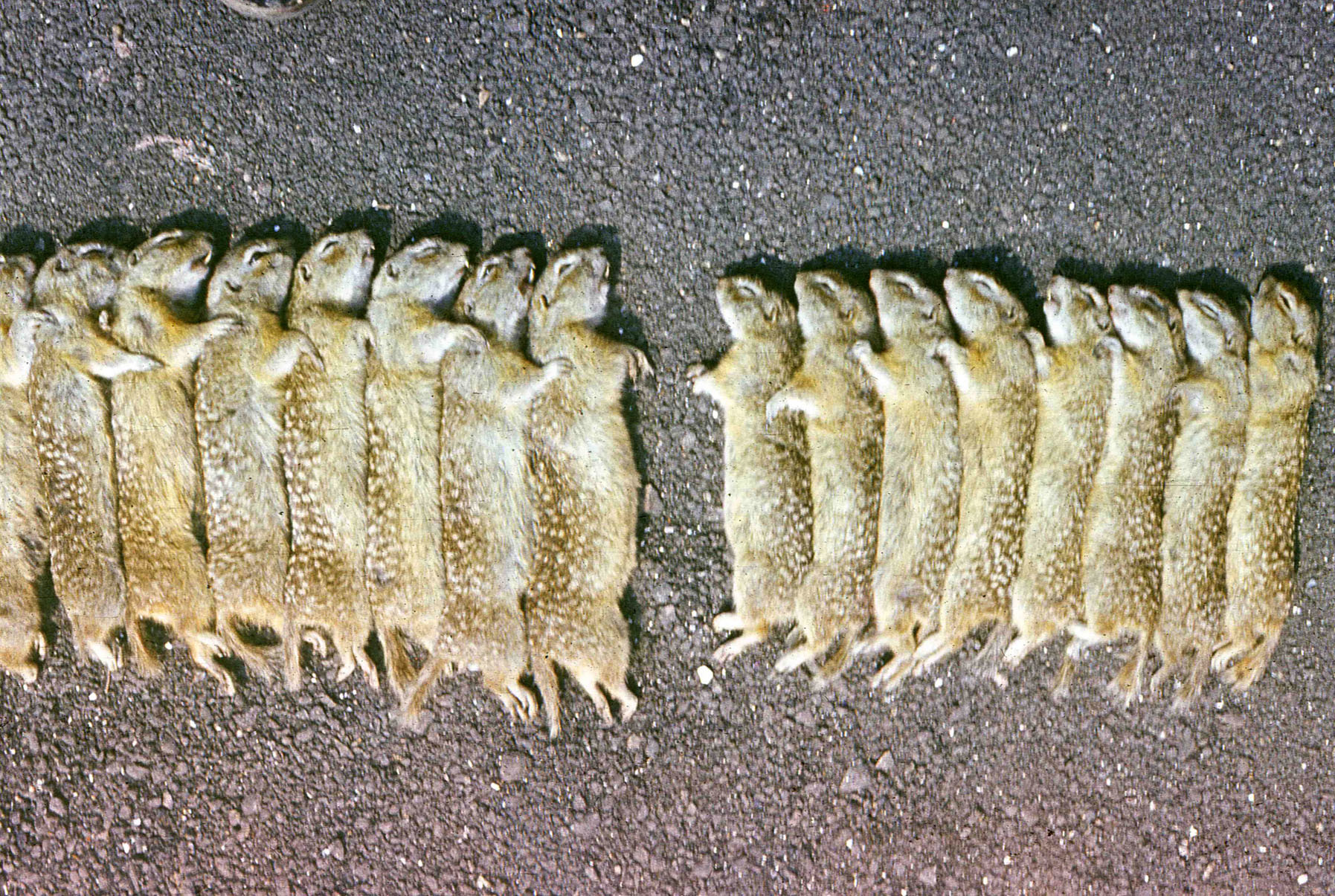
Фенотипова мінливість виду: різниця в розмірах крапчастих ховрахів з молодої (ліворуч) та старої (праворуч) колонії. Одеська область, 2000 рік.

Основний ресурс живлення ховрахів складають надземні та підземні частини різних рослин та, частково, комахи. Спектр вживаних кормових об'єктів визначається, насамперед, частотою їхнього трапляння в місцях життя ховрахів. Найпростіший він у тварин на посівах багаторічних трав. З моменту пробудження і аж до залягання в сплячку ховрахи живляться тут виключно листям та молодими пагонами люцерни, еспарцету, або іншої культури, засіяної на відповідній ділянці. Рано навесні, доки вегетація рослинності ще не почалась, вони відкопують підземні частини люцерни та об'їдають бруньки та м'які тканини кореневищ.
Дещо інший раціон ховрахів на посівах озимих зернових, де тварини навесні харчуються спочатку листям, потім, у міру дозрівання рослин, молодими пагонами, недозрілим колоссям і, врешті-решт, дозрілими зернами. Влітку, аж до залягання в сплячку, їхній корм складається майже виключно з опалого насіння культурних злаків, котре у великій кількості зустрічаються на полях і після жнив.
Найбільш різноманітним є живлення ховрахів у природних місцях життя, де склад кормів змінюється протягом весняно-літнього сезону. Після сплячки тварини поїдають в основному цибулини ефемерів та комах, пізніше — зелені частини рослин та їхнє насіння.
Крапчасті ховрахи, що утримуються в неволі, часто віддають перевагу тваринній їжі порівняно до рослинної. Ними охоче поїдались мало хітинізовані комахи, особливо гусінь та лялечки метеликів, а також приманки з ховрашиного м'яса. Як на природних ділянках, так і на посівах ховрахи часто об'їдають трупи тварин свого виду, що потрапили в капкани.

### Життєвий цикл

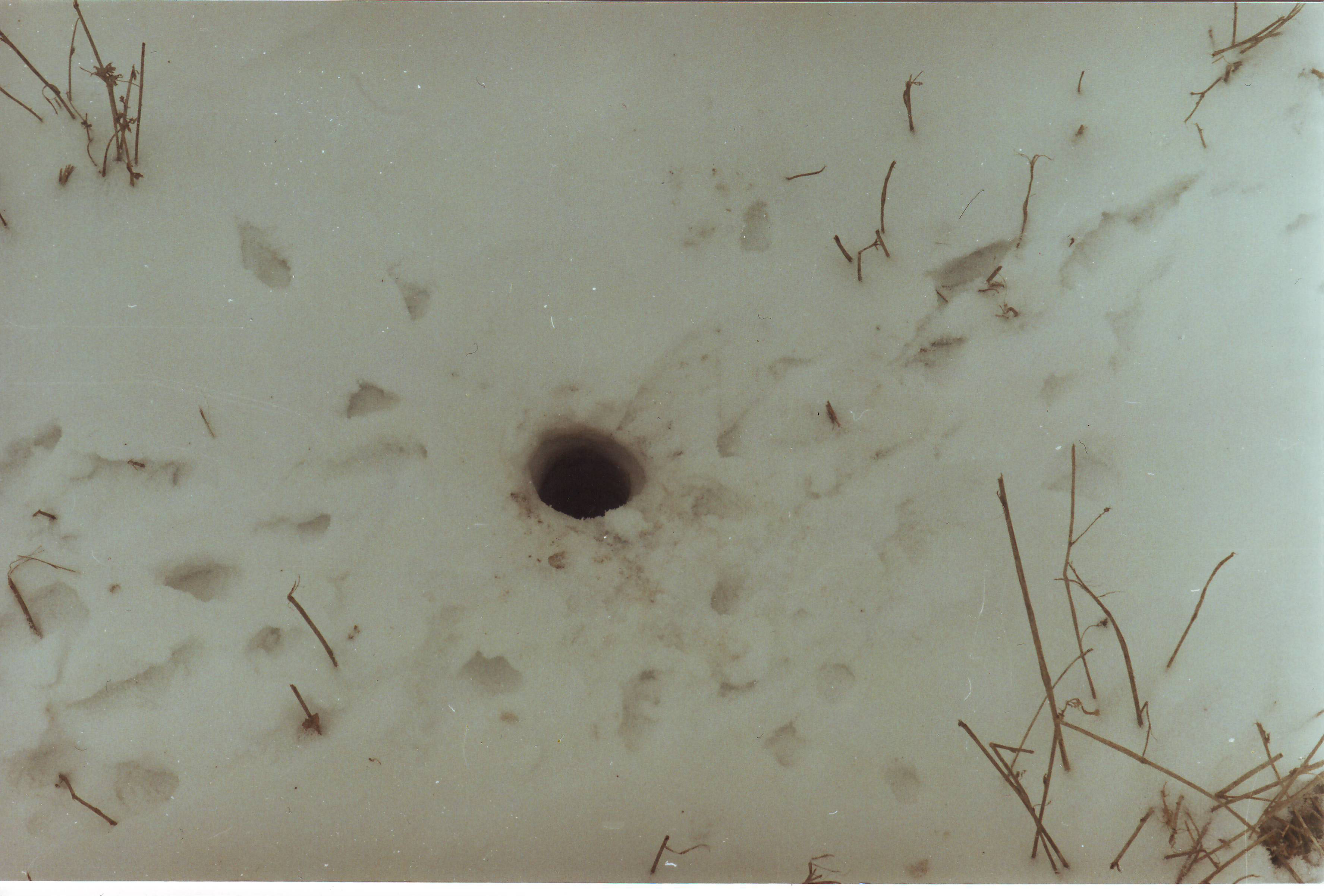
Нора-веснянка крапчастого ховраха

На поверхні землі крапчастого ховраха можна зустріти від настання тривалих відлиг у другій половині зими і до кінця літа. Восени та взимку тварини перебувають в стані глибокої сплячки в підземних гніздах, ізольованих від зовнішнього середовища шаром ґрунту, на глибині метр-півтора. Під час осіннє-зимової сплячки ховрахи не харчуються, а лише використовують жирові запаси, накопичені влітку.
Активний період життєдіяльності ховрахів починається з весняного пробудження від сплячки. Звичайно йому передують встановлення позитивних температур повітря та відтаювання верхнього шару ґрунту.
Строки пробудження ховрахів залежать від широти місцевості. Так, в південних районах Одеської області (Кілійський, Татарбунарський) вони пробуджуються на 1-2 тижні раніше, ніж навколо Одеси. В 1974 році на широті м. Одеса перші прокопані нори були знайдені в середині лютого, а у Волинській області того року поодинокі особини прокинулись лише в третій декаді березня. Ще пізніше, аж до другої декади квітня, прокидаються крапчасті ховрахи в Білорусі, Чувашиї та Польщі.
Порівняно з іншими частинами ареалу крапчасті ховрахи в північно-західному Причорномор'ї (на території від гирла Дунаю до Дніпра) прокидаються від сплячки раніше всього. Так, в Миколаївській області поява перших крапчастих ховрахів в 1948 році була зареєстрована 10 січня.
Зв'язок між виходом ховрахів із зимувальних нір та відтаюванням поверхневого шару ґрунту обумовлений специфічною будовою їхньої нори. Хід, який веде до гнізда, перед залягання в сплячку засипається землею, котра утворюється при будові іншого, вертикального, ходу. Останній не досягає поверхні, так що гніздова камера виявляється ізольованою від зовнішнього середовища. Коли верхній шар ґрунту (звичайно вологий завдяки осіннім дощам) промерзає, то прокопати його для ховраха стає неможливим. При відлизі першим відтаює ґрунт над вертикальним ходом, де його шар тонший, і тому саме через нього ховрахи прокопують вихід на поверхню. Такі вертикальні ходи без (або майже без) викиду ґрунту навколо них називають «норами-веснянками».
Протягом кількох днів після появи перших нір-веснянок помітити ховрахів вдається лише зрідка. В цей час тварини проводять на поверхні землі мало часу, не відходять від нір далі ніж 0.5–1.5 метра, при найменшій небезпеці ховаються під землею. Вони практично не харчуються, з'їдаючи щоденно всього лише кілька зелених листків або пагонів навколо нори. Нетривалий час перебування ховрахів на поверхні в цей період призводить до того, що перші весняні виходи ховрахів лишаються непоміченими дослідниками (особливо малодосвідченими).
Через 1–2 тижні в теплі дні вже можна легко спостерігати ховрахів, що перебігають по поверхні землі, а також чути їхні тонкі посвисти, що ними вони застерігають один одного від небезпеки. В цей період з'являються перші неглибокі покопки в радіусі кількох метрів від зимувальної нори — спроби риття нових нор. Також в цей же час особини, що рано прокинулись, починають охороняти територію навколо нори. Після накопичення великих жирових запасів окремі тварини в південній частині ареалу, незважаючи на теплу (та навіть жарку) погоду, можуть впадати до літньої сплячки, перебуваючи в ній від кількох діб до 1.5 місяця.
Несприятливі погодні умови крапчастий ховрах перечікує в стані зимової сплячки, що триває більше шести місяців на рік. При цьому споживання запасів жиру за фіксований проміжок часу на початку зимової сплячки найбільше, а потім постійно знижується. Пізньої осені та взимку періоди торпору продовжуються тижнями, а пробудження короткочасові (до 2-х діб). Ближче до весни періоди пробудження стають частішими і довшими.

## Чисельність та обмежувальні фактори

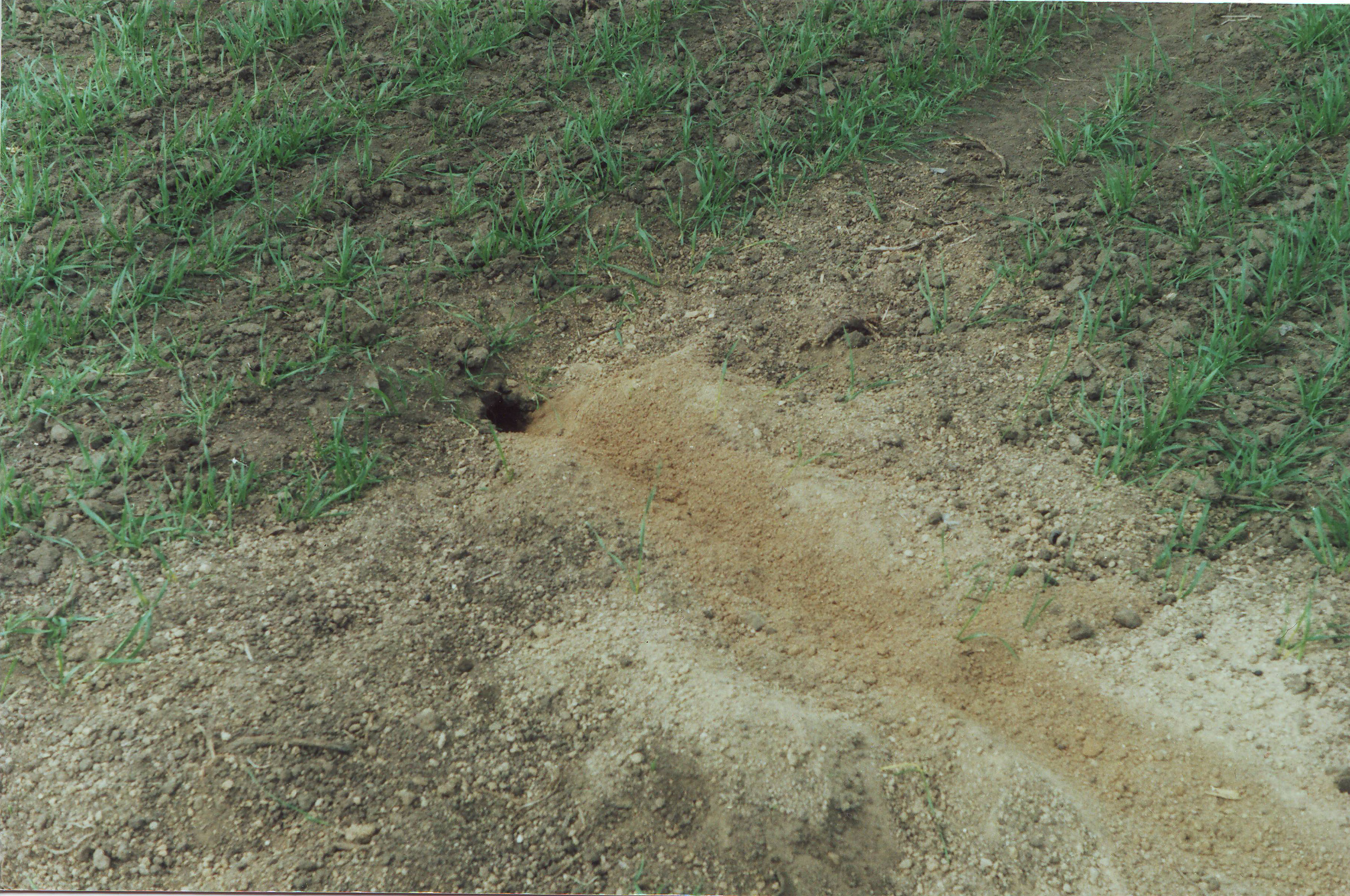
Викид ґрунту з нори, що будується на полі озимих

Вид, що знижує чисельність на всьому ареалі. В Україні чисельність виду впала в тисячі разів. На початок XXI ст. в України залишилося не більше тисячі дорослих особин, що розпорошені по кількох колоніях.
До 70 % молодих тварин гине на першому році життя. Основними причинами загибелі є промерзання ґрунту, пізня або затяжна весна, вилов людиною та хижаками, епізоотії. Основними природними ворогами крапчастого ховраха є степовий тхір, горностай, ласка, руда лисиця, корсак (у східній частині ареалу), поблизу населених пунктів — свійські собаки та кішки. З птахів ховраха добувають канюк, чорний шуліка, польовий лунь, пугач, сокіл-балабан, боривітер звичайний. На молодих тварин полюють також мартини та лелеки. Від хижаків даний вид страждає, в основному, в теплий період року, хоча тхір може викопувати ховрахів і з зимових нір.
Причинами різкого падіння чисельності стали, перш за все, безпосереднє винищення, а також деградація природних для цього виду біотопів, розорення цілинних ділянок. З антропогенних факторів основний вплив на чисельність крапчастого ховраха завдають розорювання земель та винищування отрутою (проводилось приблизно до кінця 70-х років).
Тривалість життя крапчастого ховраха в природі рідко перевищує 4—5 років.
Крапчастого ховраха занесено до Червоного Списку МСОП, включено до останнього видання Червоної Книги України (2009). З огляду на те, що його чисельність по всій території України швидко скорочується протягом останніх 40—50 років, і вид може бути охарактеризований як вразливий та такий, що перебуває під загрозою зникнення, його занесено до списку видів Бернської конвенції (Додаток ІІ).
Сам по собі вид в теперішній час не є мисливським або комерційним; видоспецифічних заходів охорони не потребує. На сьогодні ареал виду не входить до жодної з територій природно-заповідного фонду України. Умовою збереження виду є інвентаризація його сучасних поселень та вилучення таких з місцезнаходжень з інтенсивного природокористування з подальшим забезпеченням екстенсивного пасовищного типу експлуатації угідь. Не виключено, що єдиним можливим заходом щодо збереження виду може стати чітко спланована програма штучного підтримання популяції .

## Значення для людини та охорона

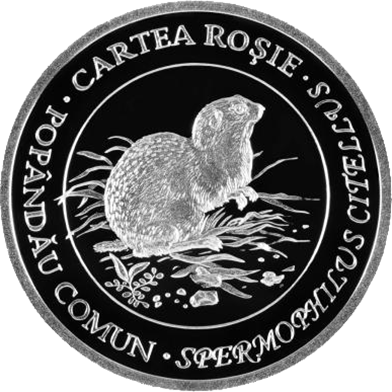
Ховрах на монеті з серії «Червона книга Республіки Молдова»

У теперішній час на всій території розповсюдження крапчастий ховрах помітної шкоди сільськогосподарським культурам не наносить, з огляду на відносно низьку щільність популяції. Іноді може завдавати помітної шкоди окремим ділянкам злакових, городніх та садових культур, а також пасовищам. У минулому (до початку 60-х років XX століття) подекуди добувався задля хутра, але зараз промислового значення не має.
Крапчастий ховрах може бути носієм туляремії, а також декількох глистних інвазій.
Занесений до Червоної книги України. Як вид, стан якого близький до загрозливого, занесений до Червоного списку МСОП, а як вид, що потребує особливої охорони до Бернської конвенції. Не охороняється на жодній природоохоронній території. Значні за чисельністю колонії цього виду негайно потребують природоохоронного статусу.